# Mitsubishi Ki-30
Chiếc Mitsubishi Ki-30 là một kiểu máy bay ném bom hạng nhẹ của Lục quân Đế quốc Nhật Bản trong Thế Chiến II. Đó là một kiểu máy bay cánh đơn một động cơ, cánh gắn giữa, bộ càng đáp gắn cố định (không xếp được) và nóc buồng lái dài trong suốt. Kiểu máy bay này là chiếc đầu tiên của Nhật Bản trang bị động cơ bố trí hình tròn thành hai hàng hiện đại. Trong chiến tranh, nó được phe Đồng Minh biết đến dưới tên mã là "Ann", trong khi tên chính thức của Lục quân Nhật là Máy bay Ném bom Hạng nhẹ Lục quân Kiểu 97.

## Thiết kế và phát triển
Chiếc Ki-30 được thiết kế nhằm đáp ứng một yêu cầu của Lục quân Đế quốc Nhật Bản công bố vào tháng 5 năm 1936. Chiếc nguyên mẫu bay chuyến bay đầu tiên vào ngày 28 tháng 2 năm 1937, trang bị động cơ Mitsubishi Ha-6 bố trí hình tròn. Mặc dù kiểu này có tính năng bay khá thỏa đáng, một chiếc nguyên mẫu thứ hai trang bị động cơ Ha-5 được thử nghiệm. Chiếc này chứng tỏ được sự cải thiện so với chiếc đầu tiên, nên Lục quân đặt hàng 16 chiếc để thử nghiệm hoạt động. Chúng được giao hàng vào tháng 1 năm 1938 và kết quả thử nghiệm tốt đẹp nên Lục quân yêu cầu đưa chiếc Ki-30 vào sản xuất hàng loạt từ tháng 3 dưới tên gọi Máy bay Ném bom Hạng nhẹ Lục quân Kiểu 97.

## Lịch sử hoạt động
Chiếc Ki-30 tham gia các hoạt động chiến đấu đầu tiên trong Chiến tranh Trung-Nhật và tỏ ra có hiệu quả cao khi hoạt động cùng các máy bay tiêm kích hộ tống. Thành công này được tiếp nối trong giai đoạn đầu của cuộc chiến tại Thái Bình Dương. Tuy nhiên, khi những chiếc Ki-30 không được hộ tống gặp phải các máy bay tiêm kích Đồng Minh, tổn thất nhanh chóng tăng vọt và kiểu máy bay không lâu sau được rút về làm các nhiệm vụ ở tuyến sau. Việc sản xuất chấm dứt vào năm 1941 sau khi có 704 chiếc đã được chế tạo. Nhiều chiếc đã được sử dụng trong các cuộc tấn công cảm tử Thần phong (kamikaze) cho đến cuối cuộc chiến.

## Các nước sử dụng
Trung Quốc
- Không quân Giải phóng quân Trung Quốc sử dụng ba chiếc Ki-30 chiếm được làm máy bay huấn luyện cho đến đầu những năm 1950.

 Nhật Bản
- Không lực Lục quân Đế quốc Nhật Bản

 Thái Lan
- Không quân Hoàng gia Thái Lan

## Đặc điểm kỹ thuật (Ki-30)

### Đặc tính chung
- Đội bay: 2 người, phi công và hoa tiêu/ném bom
- Chiều dài: 10,35 m (33 ft 12 in)
- Sải cánh: 14,55 m (47 ft 9 in)
- Chiều cao: 3,65 m (11 ft 12 in)
- Diện tích bề mặt cánh: 30,58 m² (329,17 ft²)
- Trọng lượng không tải: 3.220 kg (7.099 lb)
- Động cơ: 1 x động cơ Nakajima Ha-5 KAI 14 xy lanh bố trí hình tròn, công suất 950 mã lực (708 kW) mỗi động cơ

### Đặc tính bay
- Tốc độ lớn nhất: 423 km/h (263 mph)
- Tốc độ bay đường trường: 380 km/h (2362 mph)
- Tầm bay tối đa: 1.700 km (1.066 mi)
- Trần bay: 8.570 m (28.115 ft)
- Tốc độ lên cao: 8,33 m/s (1.640 ft/min)

### Vũ khí
- 2 x súng máy Kiểu 89 7,7 mm, mặt gắn cố định trên cánh và một xoay ngắm từ khoang sau buồng lái
- 400 kg (882 lb) bom

## Nội dung liên quan

### Máy bay tương tự
- Heinkel He 70
- Fairey Battle
- A-35 Vengeance
- PZL.23 Karaś
- DAR-10

### Danh sách liên quan
- Danh sách máy bay chiến đấu
- Danh sách máy bay quân sự Nhật Bản
- Danh sách máy bay quân sự giữa hai cuộc chiến tranh thế giới
- Danh sách máy bay trong Chiến tranh Thế giới II
- Danh sách máy bay ném bom